# Miles Gloriosus (Plautus)
Miles gloriosus (lateinisch „der glorreiche“ oder „der prahlerische Soldat“) ist der Titel einer possenhaften Komödie des antiken römischen Dichters Titus Maccius Plautus, die etwa 206 v. Chr. zum ersten Mal aufgeführt wurde. In der antiken römischen Literatur fanden Adaptionen aus der griechisch-hellenistischen Literatur hinsichtlich Sujets, Figuren und Dramenstruktur statt, die keineswegs nur Übersetzungen waren. So ist auch Miles gloriosus ursprünglich die Grundfigur einer verlorenen griechische Komödie mit dem Originaltitel Ἀλαζών Alazṓn (deutsch „Großmaul“, „Angeber“). Plautus übertrug Alazon ins Lateinische, vereinfachte und erweiterte das Stück.

## Figuren
Plautus übernimmt in seiner Komödie griechische Namen:
- Miles gloriosus: Pyrgopolinices (griech. „Türmebezwinger“)
- Der Adjutant: Artotrogus (griech. „Brockenschnapper“)
- Der Wächter: Sceledrus
- Sklave: Palaestrio
- Junge Frau: Philocomasium
- Junger Seefahrer: Pleusicles
- Hausbesitzer: Periplectomenus
- Hetäre: Acroteleutium
- ihre Sklavin: Milphidippa
- weitere Sklaven: Lurcio, Cario

## Figurentypen
Der glorreiche (auch: großsprecherische) Soldat wurde zum ursprünglichen Figurentypus des lächerlichen, anmaßenden und aufgeblasenen Söldnerführers (Bramarbas), dessen negative Eigenschaften er alle in sich vereint: neureich, gewalttätig, prahlerisch und dumm. Die Komik des Charakters ergibt sich aus dem Kontrast seiner Aufgeblasenheit zu seinem wirklichen Mut. Die Großsprechereien werden unterstrichen und gesteigert durch seinen Begleiter, einem Typus des schmeichlerischen Parasiten, der seinen prahlerischen Herrn in seinem Selbstbewusstsein aufrechterhält, indem er die vermeintlichen Heldentaten vor anderen Leuten bestätigt und rühmt.

## Inhalt

### Prolog
Im Prolog werden der Miles gloriosus und seine Bediensteten vorgestellt: sein Adjutant, sein Sklave und sein Leibwächter. Der Söldnerführer Pyrgopolinices, der Miles Gloriosus, führt sich bereits in der ersten Szene ein als eitler Prahler, der von Heldentaten spricht, die er nie vollbracht hat, und glaubt sich auch von den Frauen vergöttert. Der Schmeichler Artotrogus, sein Adjutant, durchschaut den Miles zwar, hält sich aber an ihn und singt wiederholt Lobgesänge auf ihn. Als Großsprecher und verbuhlten Weiberhelden charakterisiert den Miles auch sein Sklave Palaestrio, der die Zuschauer in die Handlung einführt:
Eine junge Frau aus Athen namens Philocomasium liebt einen jungen griechischen Seefahrer (Pleusicles), wird jedoch von ihrer Mutter an den Söldnerführer Pyrgopolinices ausgeliefert. Dieser sperrt sie gegen ihren Willen in sein Haus in Ephesus, dem Schauplatz der Handlung. Ironischerweise ist der Sklave des Söldnerführers, Palaestrio, der frühere Sklave eben jenes Seefahrers, den die junge Frau liebt – und seinem früheren Herrn noch immer treu ergeben. Da er Pleusicles den Aufenthaltsort seiner Geliebten hatte mitteilen können, reist der junge Grieche nach Ephesus und lässt sich im Nachbarhaus des Miles nieder, das von einem alten Familienfreund namens Periplectomenus bewohnt wird. Der intrigierende Sklave bohrt ein Loch in die Hauswand, damit sich die Liebenden heimlich sehen können, ohne dass der Miles davon erfährt. Als der Affe des Miles auf das Hausdach klettert, eilt ihm der Wächter und Aufpasser des Mädchens, Sceledrus, hinterher und sieht, wie sich die beiden Liebenden im Nachbarhaus küssen und umarmen.

### Erste Intrige
Hier setzt nun die Handlung ein. Die Protagonisten schmieden einen Plan: Auf den Rat des Palaestrio wollen sie den Wächter davon überzeugen, dass die Frau, die er gesehen hat, die soeben in Ephesus angekommene Zwillingsschwester der Philocomasium sei. Der Sklave und der Hausbesitzer verwirren und ängstigen den Wächter. Sie lassen die angebliche Zwillingsschwester vor ihm tanzen (Philocomasium spielt die Rolle ihrer vorgetäuschten Schwester) und behaupten, dass sie nicht die Gefangene des Miles sei. Daraufhin versucht der Wächter trotzdem sie wieder ins Haus zu bringen, der Gastgeber der Zwillingsschwester bricht in Jähzorn aus. Schließlich ist der Wächter davon überzeugt, dass es zwei Schwestern gibt, weshalb er dem Miles nicht berichtet, was er gesehen hat.

### Zweite Intrige
Im zweiten Teil wird dem Miles vorgegaukelt, die schöne Frau des Nachbarn, in Wahrheit eine Hetäre namens Acroteleutium, sei verliebt in ihn. Der Plan geht auf, er lässt die Gefangene ziehen und schleicht in das Haus des Nachbarn, wo er in flagranti ertappt wird. Der Koch wetzt bereits das Messer zur Kastration des „Ehebrechers“, der Miles kommt aber mit einer Tracht Prügel und Zahlung eines Lösegelds davon. Der Seefahrer und seine Geliebte segeln nach Athen, der Miles bleibt als der Geprellte zurück.

## Adaptionen
Die Handlung – mit Loch in der Wand und der Doppelrolle einer Zwillingsschwester – wurde über Jahrhunderte hindurch wiederholt aufgegriffen, in Lodovico Dolces Il Capitano (Italien, 1560), Jean-Antoine de Baïfs Le Brave (Frankreich, 1567), André Mareschals Le Capitan Fanfaron (Frankreich, 1640), Reinhold Lenz’ Die Entführungen (Deutschland, 1772). Die Gestalt des Miles Gloriosus erhält sich in weiteren Komödien, wie in Heinrich Julius’ Vincentio Ladislao (1594) im Stil des späteren Lügen-Münchhausen. Andreas Gryphius stellt in Horribilicribrifax Teutsch (1664) zwei Schwätzer namens Horribilicribrifax und Daradiridatumtarides gegenüber. William Shakespeare erhob 1597 den Typus in der Person des Falstaff in den Stücken Heinrich IV. und Die lustigen Weiber von Windsor zur großen Weltgestalt. Später sind Züge des Miles Gloriosus in den Schelmenroman eingegangen, bis hin zu Der brave Soldat Schwejk (Jaroslav Hašek, 1921–1923).

## Textausgaben
- Plautus: Miles gloriosus. Der glorreiche Hauptmann. Lateinisch/Deutsch. Reclam, Stuttgart 1991, ISBN 3-15-008031-2.